# Особливий відділ
Особливий відділ - підрозділ військової контррозвідки ГПУ - ОГПУ - НКВД - КДБ.
Контррозвідкою в Радянській Армії, ВМФ, прикордонних і внутрішніх військах МВС-КДБ, а також в Цивільному повітряному флоті займалися Особливі відділи та Управління особливих відділів КДБ. Їх роботою в центрі керувало третє Головне управління (з 1960 р - 3-е Управління, з 1982 р - знову третє Головне управління). Робота Особливих відділів регламентувалася Положенням про органи військової контррозвідки Комітету державної безпеки при Раді Міністрів СРСР, оголошеним наказом КДБ від 8 вересня 1961 №00270. Наказом КДБ від 17 квітня 1964 №0075 контррозвідувальне забезпечення ГВФ було передано в 2-е Головне управління КДБ. З 1983 р військова контррозвідка займалася також оперативним обслуговуванням органів внутрішніх справ.

## Звання, форма одягу та знаки розрізнення

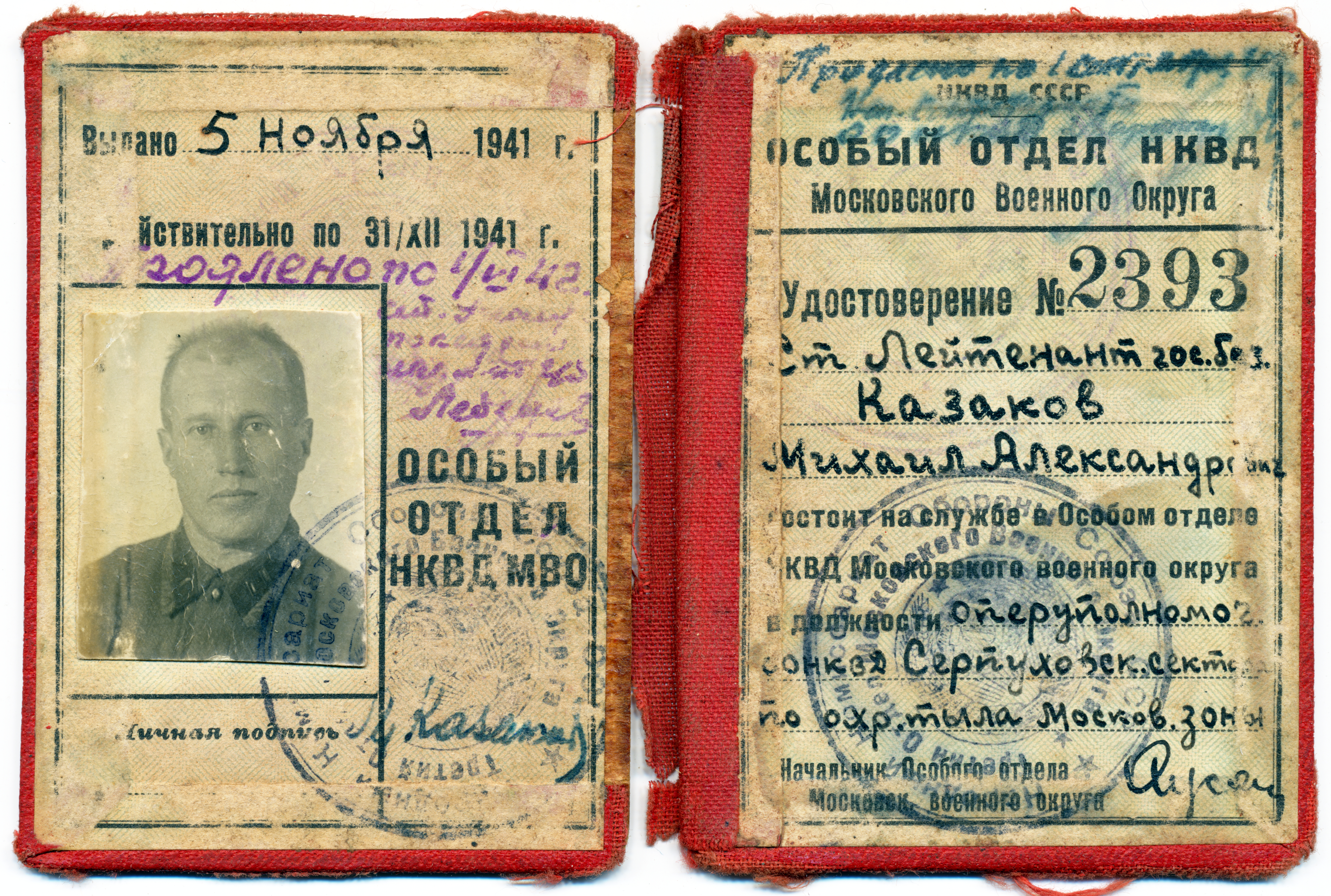
Посвідчення старшого лейтенанта держбезпеки Казакова М. О. (1941)

У Положенні про особливі органи ГУДБ НКВС СРСР, оголошеному 23 травня 1936 спільним наказом НКО/НКВД СРСР № 91/183, обумовлювалося, що у разі спільного дозволу начальників ГО ГУДБ НКВС СРСР та Управління по начскладу РСЧА, співробітникам особорганів, що мали військову або спеціальну військово-технічну освіту або армійський командний стаж, надано право носіння форменого одягу та знаків розрізнення командного або військово-технічного складу обслуговуваних ними частин.
При цьому, особовому складу центрального апарату ГО ГУДБ НКВС СРСР і апаратів особливих відділів УДБ територіальних органів внутрішніх справ, а також особам, які працюють поза РСЧА і ВМС і підлеглих їм установ, встановлена форма одягу начскладу держбезпеки НКВД. Як до утворення Наркомату внутрішніх справ, так і після липня 1934 оперативними працівниками спеціальних органів використовувалася форма одягу і петлиці (в сухопутних військах) або нарукавні нашивки (на флоті) тих військових частин або установ, до яких були прикріплені по службі.
Таким чином, особісти стали мати як би два звання - власне присвоєне спеціальне звання ДБ і звання, за яким їх знали в частині (напр. Майор ДБ - бригадний комісар).
Особовому складу центрального апарату ГО ГУДБ НКВС СРСР і апаратів особливих відділів УДБ територіальних органів внутрішніх справ, а також особам, які працюють поза РСЧА і ВМС і підлеглих їм установ, встановлювалася форма одягу начскладу держбезпеки.
Дане положення залишалося до 1941 року, коли військова контррозвідка на короткий час перейшла у відання Наркомату оборони (На базі ГО ГУДБ НКВС було утворено 3-е Управління НКО). У травні-липні 1941 року співробітників ГО (тепер вже 3-х Управлінь/ відділів) почали атестувати у званнях політскладу. Після повернення військової контррозвідки до складу НКВС (з серпня 1941 - Управління особливих відділів НКВС СРСР) особістів знову взялися переатестовувати на спецзвання ДБ. На формі одягу, однак, ці переатестації ніяк не позначилися.
До лютого 1941 військові контррозвідники безпосередньо в частинах носили уніформу роду військ зі знаками розрізнення політичного складу (наявність нарукавних зірок політскладу і відсутність нарукавних знаків держбезпеки) і звалися або спецзваннями державної безпеки, або званнями політскладу. Особовий склад 4-го відділу Головного управління державної безпеки Народного комісаріату внутрішніх справ СРСР (з 29 вересня 1938-го по 26 лютого 1941-го років виконував функції військової контррозвідки) носили уніформу і знаки розрізнення держбезпеки і мали звання «сержант ДБ - генеральний комісар ДБ» - спецзвання держбезпеки. У період з лютого 1941-го по липень-серпень 1941-го військові контррозвідники так само носили уніформу роду військ зі знаками розрізнення політичного складу і мали тільки звання політскладу. Співробітники центрального апарату (3-е управління НКО) у той же період носили уніформу ДБ і спецзвання ДБ (Начальник 3-го управління НКО майор ДБ А. Н. Міхєєв, заст. Начальника - майор ДБ Н. А. Осетров і так далі). З 17 липня 1941 року, з утворенням Управління особливих відділів Народного комісаріату внутрішніх справ СРСР, контррозвідники у військах перейшли на спецзвання ДБ (але також, напевно, користувалися і званнями політскладу). Уніформа залишилася колишньою - політскладу.
19 квітня 1943 на базі Управління особливих відділів Народного комісаріату внутрішніх справ СРСР було створено Головне управління контррозвідки «СМЕРШ» з передачею його у відання Народного комісаріату оборони СРСР. Колишні особісти перейшли у підпорядкування Наркома оборони. У зв'язку з цим практично всім їм були привласнені загальноармійські звання, тобто без приставки «державної безпеки» в персональному званні. 3 травня 1946 ГУКР «СМЕРШ» НКО СРСР були реорганізовані знову в ГО МДБ.

## Знаки розрізнення
Знаки розрізнення за категоріями відповідно до займаної посади:
- 13-а категорія (4 ромби - Комісар державної безпеки 2-го рангу):
  - начальник Особливого відділу (рос. ОО) ОГПУ Центру та його заступники.
- 12-я категорія (3 ромби - Комісар державної безпеки 3-го рангу):
  - помічники начальника Головного відділу (рос. ГО) ОГПУ Центру;
  - начальники ГО ОГПУ військового округу і їх заступники;
  - начальники ГО регіональних повноважних представництв (ПП) ОДПУ / ГПУ.
- 11-я категорія (2 ромби - старший майор ДБ):
  - начальники відділення, частини ГО ОГПУ Центру;
  - секретар ОО ОГПУ Центру;
  - заступники і помічники начальника ГО регіональних ПП ОГПУ / ГПУ;
  - начальники ГО ОГПУ корпусу, ВМС краю, групи військ та їх заступники.
- 10-я категорія (1 ромб - майор ДБ):
  - співробітники для особливих доручень, оперуповноважені ГО ОГПУ Центру;
  - начальники відділення ГО регіональних ПП ОГПУ / ГПУ, ГО НКВД ВО, армії, флоту, ВМС краю, групи військ;
  - начальники ГО ОГПУ дивізії, окремої бригади, флотилії.
- 9-я категорія (3 прямокутники - капітан ДБ):
  - уповноважені ГО ОГПУ Центру;
  - помічники начальника відділення та оперуповноважені ГО регіональних ПП ОГПУ / ГПУ;
  - оперуповноважені ГО ОГПУ ВО, армії, флоту, групи військ, дивізії, бригади, флотилії.
- 8-а категорія (2 прямокутники - старший лейтенант ДБ):
  - помічники уповноваженого, помічник секретаря ГО ОГПУ Центру;
  - уповноважені, секретарі ГО регіональних ПП ОГПУ / ГПУ;
  - уповноважені ГО ОГПУ ВО, армії, флоту, групи військ, дивізії, бригади, флотилії і полку.
- 7-я категорія (1 прямокутник - лейтенант ДБ):
  - помічники уповноваженого ГО регіональних ПП ОГПУ / ГПУ;
  - помічники уповноваженого ГО ОГПУ ВО, армії, флоту, групи військ, дивізії, бригади, флотилії.
- 6-я категорія (4 квадрати):
  - секретарі ГО ОГПУ дивізії, бригади, флотилії.
- 5-я категорія (3 квадрати -  молодший лейтенант і сержант ДБ):
  - коменданти ГО ОГПУ дивізії, бригади.